# Microsoft TechNet

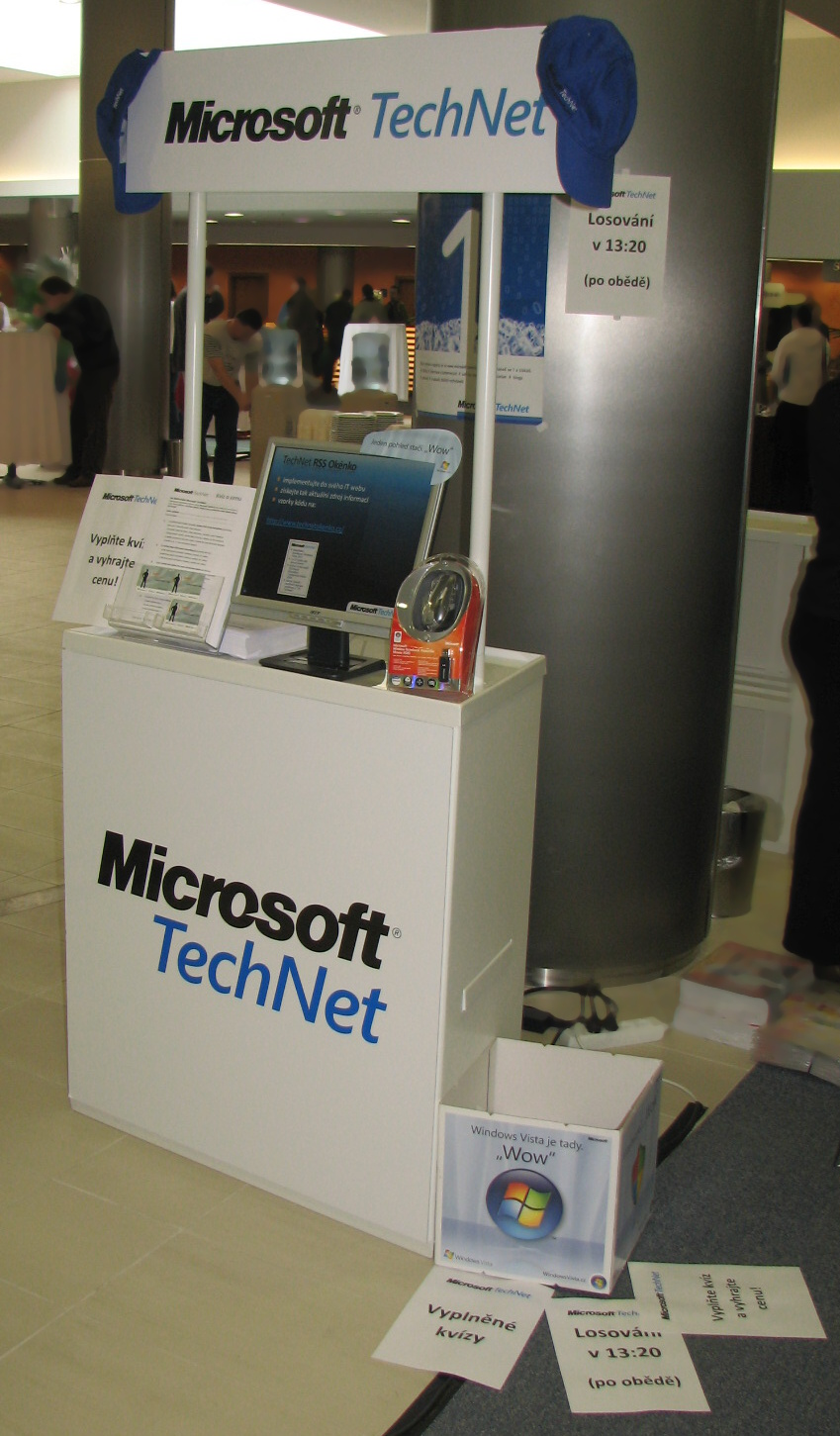
Microsoft TechNet-Stand (Prag, 2008)

Microsoft TechNet ist ein Web-Portal mit einer Sammlung von Werkzeugen, Software und Ressourcen für die effiziente Planung, Implementierung, Verwaltung und Beratung des Einsatzes von Microsoft-Produkten. Das Angebot des Softwareunternehmens richtet sich in erster Linie an IT-Fachkräfte (z. B. „Microsoft Certified Professionals“), die IT-Systeme im Unternehmensbereich planen, entwickeln, bereitstellen, verwalteten und beraten.

## Hauptthemen
Das Angebot benennt Hauptthemen, die sich wie folgt gliedern:
- Cloud-Plattform: Windows Server, System Center, SQL Server, Microsoft Azure
- Mobilität: Enterprise Mobility, Office, Windows, Browsers
- Produktivität: Office 365, SharePoint, Exchange, Lync/Skype for Business, Project, Dynamics 365

## TechNet-Bibliothek
Die TechNet-Bibliothek bietet technische Dokumentationen für IT-Experten, die Produkte, Tools und Technologien von Microsoft verwenden. Das Angebot gliedert sich nach Themen, Kategorien und Produkten:
- Themen: Deployment, Forefront, Identity and Access Management, Infrastrukturoptimierung, Browser, Microsoft Dynamics Products and Technologies, Microsoft Intune, Office-Produkte, Online Services, Sicherheit und Updates, Serverprodukte und technologien, Verwalten mit Windows PowerShell, Solution Accelerators, Anleitungen für IT-Experten, System Center, SQL Server, Microsoft StreamInsight, Windows, Windows Azure-Paket für Windows Server, Windows Server, TechNet Magazine, Technische Artikel
- Kategorien: Infrastrukturplanung und -entwurf, Netzwerk, Skripts und Anleitung für die Skripterstellung
- Produkte: Exchange Server, Internet Explorer, Office und Office 365, SharePoint-Produkte, Skype for Business Server, SQL Server, System Center, Windows, Windows Server, Ältere Produkte (Archiv)

## TechNet-Abonnement
Abonnenten des TechNet subscription service konnten bis Ende 2013 gegen eine jährliche Zahlung neue Microsoft-Produkte nutzen. IT-Fachkräfte und Programmierer konnten so praktische Erfahrung mit neuen Microsoft-Produkten sammeln, Versionen testen und auswerten, ohne das entsprechende Produkt einzeln zu lizenzieren.
Im Sommer 2013 wurde bekannt, dass das TechNet-Abonnement von Microsoft bis Ende 2014 eingestellt wird Microsoft stellt seit Ende 2013 Testlizenzen über das TechNet Evaluation Center zur Verfügung.

## TechNet Wiki
Das TechNet Wiki ist ein von Wikipedia inspiriertes Wiki, dass Autoren erlaubt, selbst neue Inhalte zu erstellen. TechNet Wiki ist kein offizielles Microsoft-Programm. Jeder Autor kann selbständig Artikel zu neuen Themen verfassen und bestehende Artikel bearbeiten. Zielsetzung ist es weiterreichende Inhalte (Bereitstellung, Wartung etc.) von einem größeren Autorenkreis mit weniger Reibungsverlusten zu publizieren.

## TechNet Script Center
Richtet sich speziell an System-Administratoren, die Windows PowerShell verwenden, um sich wiederholende Arbeitsabläufe zu automatisieren.

## Blogs und Foren
TechNet Forum erlaubt es, Fragen zu konkreten Problemen bei der Verwendung, Wartung und Bereitstellung von Microsoft-Produkten zu stellen. Fragen werden können von allen TechNet-Mitgliedern gestellt und beantwortet werden. Das Forum ist nach Produktfamilien gegliedert (Windows Server, Cloud Computing, Microsoft Office usw.).
TechNet Blogs ist eine Blogging-Plattform für Microsoft-Mitarbeiter, Teams und „Microsoft Contingent Staff“.

## TechNet Lernen
TechNet Lernen enthält Lernangebote zu Microsoft-Produkten (Virtual Labs), Microsoft-Zertifizierungen (MCTS, MCSA MCSE) und die notwendigen Testlizenzen für den praktischen Teil der Test- und Lernangebote.

## Publikationen
Der TechNet NewsFlash informiert über die wichtigsten Neuheiten und gibt Hintergrundinformationen zu den Topthemen der IT-Branche. Er erscheint 14-täglich.
Das TechNet Magazin wurde seit 2005 als englischsprachige Zeitschrift herausgegeben. Die letzte Ausgabe des TechNet Magazin erschien im Oktober 2013.

## TechNet als Referenz
TechNet dient als Referenz in einer großen Anzahl technischer Publikationen, Enzyklopädien (Wikipedia, Encyclopedia Britannica) sowie auf IT-Nachrichten spezialisierte Medien (z. B. Zdnet, Golem.de, Heise online).